# Socialliberalisme
Socialliberalisme er en politisk ideologi, som betoner individuelle rettigheder såvel som lige muligheder for alle et lands borgere.
Socialliberale støtter en blandingsøkonomi bestående af hovedsageligt private virksomheder og statsstøttede tjenesteydelser, enten garanterede eller regulerede. Selv om socialliberale, i lighed med andre liberale, tror på princippet om individuel frihed, forventer de samtidig også, at statsmagten yder et lands borgere visse former for mindsteydelser indenfor sundhed, undervisning, velfærd og arbejdsløshedssikring. Disse ydelser finansieres ved hjælp af beskatning og har til formål at sikre alle borgere lige økonomiske muligheder.
I økonomiske spørgsmål accepterer socialliberale en statslig indblanding og går således ind for f.eks. monopol- og konkurrencelovgivning. Ligeledes opfattes stor økonomisk ulighed borgerne imellem som en trussel mod friheden i samfundet.
Igennem 1900-tallet har socialliberalismen udgjort kernen i den moderne venstreorienterede liberalisme, og betegnelsen bruges derfor ofte af progressive liberale til at distancere sig selv fra klassisk liberale.

## Oprindelse
Socialliberalismen opstod i Storbritannien i slutningen af 1800-tallet, hvor en gruppe debattører, der kaldte sig selv De Nyliberale, argumenterede mod den klassiske liberalismes idealer og en markedsøkonomi uden statslig indblanding til fordel for en blandingsøkonomi med elementer af statslig planlægning inden for økonomien og kulturlivet. I denne gruppe var bl.a. filosoffen John Stuart Mill (1806-1873), som mente, at man kun ville opnå individuel frihed, hvis visse sociale og økonomiske omstændigheder tillod det.

## Socialliberalisme og klassisk liberalisme
Klassisk liberale tror på, at negativt definerede frihedsrettigheder er med til at garantere, at et lands befolkning kan opnå størst mulig frihed og lykke.
Socialliberale mener derimod, at det er statens rolle at sikre borgerne nogle positivt definerede friheder. De mener således, at manglen på positive friheder, som f.eks. en mangel på ret til at blive uddannet eller modtage sygesikring, vil være en trussel mod befolkningens frihed.
Klassisk liberale, som f.eks. Ludwig von Mises, afviser, at socialliberale er sande liberale. De mener, at de socialliberale er ofre for intellektuel og politisk forvirring. Dette skyldes, at klassisk liberale mener, at statsmagten ikke bør blande sig i samfundet, da dette er så komplekst, at staten altid vil skulle træffe beslutninger på et uoplyst grundlag.

## Socialliberalismen og Keynes
I økonomisk politik er socialliberale oftest placeret lidt til højre i det politiske spektrum.
I begyndelsen af det 20. århundrede fik socialliberalismen nyt liv med økonomen John Maynard Keynes' idéer om, at staten kan mindske virkningerne af udsvingene i de økonomiske konjunkturer ved at føre en aktiv finanspolitik og pengepolitik. Staten udfylder således "hullet" i efterspørgslen ved at stimulere økonomien. Hvis investeringerne i samfundet svigter, afstedkommer det en krise. Men ifølge Keynes kan staten undgå denne krise ved at sætte offentlige projekter i gang, f.eks. byggerier, og ved at sørge for, at de der befinder sig udenfor arbejdsmarkedet, understøttes fra statens side. Det vil nemlig være med til at udligne konjunkturerne.

## Socialliberalisme og ordoliberalisme
I Tyskland opstod i tiden omkring anden verdenskrig den særlige strømning ordoliberalismen, der har visse træk tilfælles med socialliberalismen. Ordoliberalismen tager således også udgangspunkt i, at staten har en vigtig overordnet rolle at spille i samfundsøkonomien. Ordoliberalismen anses for at være det intellektuelle grundlag for opbygningen af den såkaldte sociale markedsøkonomi i forbundsrepublikken efter krigen.

## Socialliberalisme i Danmark
Radikale Venstre opfatter sig selv som det mest rendyrkede socialliberale parti i Danmark. Forbindelsen mellem Radikale Venstre og socialliberalismen blev knyttet efter 2. verdenskrig. Før 1940 blev Radikale Venstre betragtet som et socialradikalt parti. Fra 1949 anses partiet for at være socialliberalt.
Der er dog også andre partier, som har socialliberale elementer i deres politik, heriblandt Socialdemokraterne, Venstre og det nu opløste Centrum-Demokraterne. Den detroniserede Farum-borgmester Peter Brixtofte (V) har bl.a. bekendt sig til socialliberalismen og repræsenterede således tidligere Socialliberal Farumliste i kommunalbestyrelsen for Furesø Kommune.
Udover partiet Radikale Venstre er der i Danmark flere foreninger og blogs med en socialliberal indgangsvinkel.

## Fodnoter
1. ↑  Nordsieck, Wolfram. "Parties and Elections in Europe". Hentet 2008-08-16.
2. ↑  Hobhouse, L. T. (1994). Liberalism and Other Writings. Cambridge: Cambridge University Press. 0521437261.
3. 1 2  Adams, Ian (2001), Political Ideology Today (Politics Today), Manchester: Manchester University Press, ISBN 0719060206
4. ↑  McGowan, J. (2007). American Liberalism: An Interpretation for Our Time. Chapel Hill, NC: North Carolina University Press.
5. ↑  Shaver, Sheila (juli 1997). "Liberalism, Gender and Social Policy" (PDF). EconPapers. Arkiveret fra originalen (PDF) 17. september 2000. Hentet 26. august 2008.
6. ↑  Peter Nedergaard: Liberal, men ikke neoliberal – sådan er den tyske model for Europa. Artikel i tidsskriftet Ræson. 14. maj 2014. Hentet 7. juni 2014.